# كيتريدغ هاسكينز
كيتريدغ هاسكينز هو محامي وقاضي وسياسي أمريكي، ولد في 8 أبريل 1836 في دوفر في الولايات المتحدة، وتوفي في 7 أغسطس 1916 في براتلبورو في الولايات المتحدة. نشط حزبياً في الحزب الجمهوري. وقد انتخب عضو مجلس النواب الأمريكي ‏.